# Gheorghe Fălcaru
Gheorghe Fălcaru zis și „Fluierici” (n. 29 iulie 1954, Valea Seacă, județul Bacău - d. 14 septembrie 2016, Clejani, județul Giurgiu) a fost un lăutar român de origine țigănească. A cântat la fluier ca și component al trupei de muzică Taraful Haiducilor (cunoscuți și ca Haiducii sau Lăutarii din Clejani).

## Familia și primii ani
Fiind cel mai mic dintre copii lui Ion și al Mariei, s-a născut într-o familie de țigani ursari cu cinci copii, patru băieți și o fată. Tatăl muncea la o moară, iar mama avea grijă de familie, care locuia într-o casă cu două camere. Traiul tuturor se ducea de la o zi la alta, astfel că nu a putut fi vorba de școală. A intrat în contact cu fluierul la vârsta de șapte ani, atunci când tatăl lui a cumpărat un astfel de instrument pentru unul dintre frații mai mari. De învățat a învățat să cânte de unul singur și în rest „pe furate”, de la lăutarii din sat.
Mama sa a decedat când copilul avea vârsta de nouă ani și tatăl său și-a găsit altă femeie, care nu l-a agreat pe cel mai mic dintre copii. Gonit din casă iarna de tatăl alcoolic, viitorul instrumentist a plecat cu trenul la București, fără nici un ban, în opinci și cu fluierul în mână. Știa doar că o poate găsi acolo pe sora sa cea mare căsătorită, Angela – după o adresă aproximativă din cartierul Rahova, aceasta locuind lângă restaurantul „Cățeaua leșinată”. După ce s-a întâlnit cu sora sa, tot în copilărie după o perioadă de câțiva ani s-a stabilit în satul de lăutari Clejani.
S-a căsătorit în 1978 cu Leana Băsaru (n. 1953) pe care a cunoscut-o în Clejani și cu care trăia din 1974. A rămas cu ea până la moartea sa și au avut împreună trei copii. Soția sa era croitoreasă, avea opt clase și se trăgea dintr-o familie de lăutari.

## Cariera
Gheorghe Fălcaru a fost o excepție printre lăutarii țigani, fiind singurul fluieraș din Clejani. În 1980 a intrat în componența trupei Taraful din Clejani, care avea să fie ulterior cunoscut și ca Taraful Haiducilor, fiind unul dintre cei care au constituit nucleul formației.
Datorită faptului că directorul arhivelor muzicale din Geneva – Laurent Aubert – venise să înregistreze o colecție de discuri cu muzică tradițională românească, în 1986 au fost chemate cinci tarafuri din diferite zone ale României. Gheorghe Fălcaru împreună cu alți cinci lăutari din Clejani s-au dus la București la Institutul de Folclor, chemați de conducătoarea secției de muzică a institutului, etnomuzicologul Speranța Rădulescu, cu care aceștia mai lucraseră în 1983. Cei șase din Clejani, care erau foarte buni instrumentiști și vocaliști au cântat la fluier, vioară, țambal, bas și cu gura și au fost cei aleși de Speranța Rădulescu pentru a reprezenta România. Pe 3 martie 1988 împreună cu Caliu (Gheorghe Anghel), Cacurică (Dumitru Baicu), Culai (Niculae Neacșu), Șaică (Ion Manole, zis și Boșorogu) și Buzatu (Petre Manole), Fălcaru era în aeroportul din București alături de Speranța Rădulescu, pentru a merge la Geneva la lansarea discurilor.
„Nu știu cum a făcut [elvețianul], dar la Ministerul Culturii au făcut ochii cât cepele și i-au zis «cum se poate, niște țigani, n-au experiență, nu sunt în ansamblu folcloric, n-au dirijor». Tâmpenii bolșevice. „Ăștia sau nimeni”, le-a răspuns elvețianul.”—Speranța Rădulescu

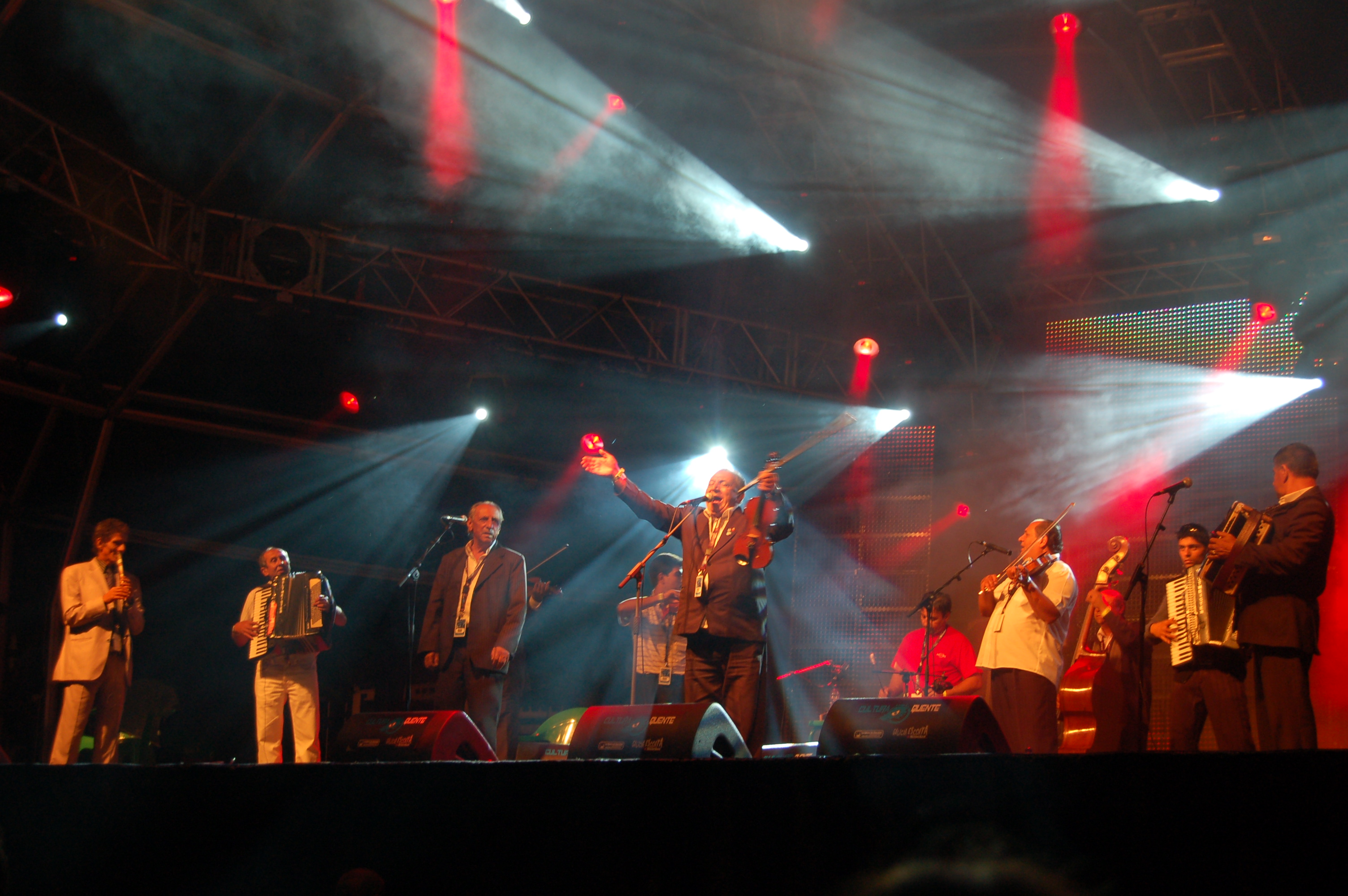
Gheorghe Fălcaru (primul de la stânga) în cadrul unui concert al Tarafului Haiducilor

Primul disc de vinil, având titlul de Taraful din Clejani, a fost înregistrat de formație în 1987 la casa de discuri Electrecord, cel de-al doilea a fost cel înregistrat pentru Les archives Internationales de Musique Populaire. În 1989 ca urmare a întâlnirii cu belgianul Stephane Karo și cu Michel Winter, veniți la Clejani,  Stephane a devenit impresarul lor și i-a dus pentru a cânta în străinătate sub numele de Taraf de Haïdouks.
Fălcaru nu a avut studii de specialitate. A fost un om de o modestie deosebită și a rămas toată viața fidel vechiului taraf, deși a avut și alte oferte. Împreună cu acesta a cântat pe marile scene ale lumii, de la Opera din Paris până la Carnegie Hall-ul din New York, în America Centrală și America de Sud, Japonia Asia de Sud-Est, Australia ori Noua Zeelandă. A jucat în filmul The man who cried alături de Johnny Depp și cu taraful a cântat pentru personalități ale vremii. De asemenea, taraful a apărut în reportaje din The Guardian, The New York Times,The Times, Le Figaro sau The Washington Post, membrii lui fiind prezentați în publicațiile occidentale ca niște intrumentiști inegalabili. Muzica lui Fălcaru se regăsește de asemenenea în coloana sonoră a filmului Aferim!.
Fălcaru a dezvoltat o tehnică instrumentală nouă proprie pentru a cânta la fluier, care îi permitea să moduleze în mai multe tonalități.
„În mod normal, melodia [Ciocârlia] se cântă din LA Major, dar Fluierici [care trebuia să dea tonul] a cântat-o de la DO, adică cinci tonuri mai jos și toți am rămas așa. N-am mai putut să cântăm. Și el a început să râdă: «vedeți, nu sunteți buni de nimic». A fost un talent nativ. Unde punea mâna pe fluier, de acolo cânta.”—Aurel Ioniță , liderul trupei Mahala Rai Banda

### Recunoașeri
Împreună cu Taraful Haiducilor, a câștigat în 2002 marele premiu BBC Awards for World Music la categoria Europa și Orientul Mijlociu. În țară a câștigat în 1992 locul II la secțiunea concurenți români  instrumentiști a Festivalului - Concurs Internațional de Muzică Populară Pe marginea Dunării, ediția a II-a (XII).
În casa lui din Clejani au venit să-l viziteze muzicieni străini.

## Boala și decesul
Gheorghe Fălcaru era dependent de tutun, fiind un mare fumător de țigări. În anul 2015 a început să aibă dureri în zona gâtului, iar în urma investigațiilor i s-a decelat o formațiune nodulară la nivelul corzilor vocale. Artistul a refuzat să se interneze pentru a continua investigațiile și a continuat să fumeze. În anul 2015 în urma unei endoscopii a fost diagnosticat cu neoplasm laringian. I s-a propus laringectomie și protezare, dar a refuzat să se opereze, pentru a putea cânta în continuare. Datorită faptului că nu a avut resurse financiare, nu a putut nici încerca o rezecție limitată, în străinătate.
Deși se simțea din ce în ce mai rău, a continuat să cânte în țară și în străinătate. În anul 2016 trebuia să cânte la închiderea festivalului Balkanik 2016. Urmând să urce pe scenă, în data de 11 septembrie starea lui s-a agravat semnificativ. A refuzat să plece la spital pentru a se întoarce acasă, unde a murit după trei zile la vârsta de 62 de ani. A fost înmormântat la Clejani.